# Псинабо
Псинабо (рос. Псынабо) — село в Урванському районі Кабардино-Балкарії Російської Федерації.
Орган місцевого самоврядування — сільське поселення Псинабо. Населення становить 1549 осіб.

## Історія
Згідно із законом від 27 лютого 2005 року органом місцевого самоврядування є сільське поселення Псинабо.

## Населення
| 2002  | 2010  | 2012  | 2013  | 2014  | 2015  | 2016  |
| ----- | ----- | ----- | ----- | ----- | ----- | ----- |
| 1590  | ↘1549 | ↗1567 | ↗1588 | ↗1592 | ↗1627 | ↗1651 |
| 2017  | 2018  | 2019  | 2020  |       |       |       |
| ↗1663 | ↗1675 | ↗1686 | ↗1699 |       |       |       |